# Прамлінтид
Прамлінтид (торгова назва Симлін) — лікарський засіб, синтетичний (створений людиною) аналог гормону аміліну — невеликого пептидного гормону, який виділяється в кров β-клітинами підшлункової залози разом з інсуліном після їди. Як і інсулін, амілін повністю відсутній у людей з цукровим діабетом 1-го типу. Прамлінтид знижує рівень цукру (глюкози) в крові. Прамлінтид використовується як ін'єкція і застосовується при цукровому діабеті 2-го типу, як додаткове лікування для пацієнтів, які приймають інсулін під час приймання їжі, та які не можуть за допомогою терапії інсуліном досягнути контролю рівня глюкози. Прамлінтид використовується також і при цукровому діабеті 1 типу. Продається як ацетатна сіль.

## Переваги та недоліки
Прамлінтид здатен пригнічувати відчуття голоду й сприяє невеликій втраті ваги. Перед використанням Прамлінтиду потрібно пройти медичний огляд, щоб визначити чи підходить людині препарат Можливі побічні ефекти — гіпоглікемія, нудота, головний біль, біль у шлунку, швидке серцебиття, сонливість, проблеми із зором, пітливість, розгубленість, дратівливість, відчуття тремтіння. 

## Фармакологічна дія
Прамлінтид інгібує утворення глюкагону і сприяє втраті ваги. Можливо, якоюсь мірою втрата ваги трапляться внаслідок розвитку нудоти у 30 % хворих. Прамлінтид знижує рівень HbA1c на 0,5 - 0,7 %. 
Гормон Симлін так само як й інсулін, виробляється в підшлунковій залозі, коли рівень цукру високий. Після приймання дози препарат уповільнює швидкість всмоктування їжі з кишки, разом із глюкозою. Знижує вироблення глюкози в печінці. 

## Протипоказання
Людям які мають затримку випорожнення шлунку і низький рівень глюкози в крові не слід вживати Промлінтид. Не слід застосовувати дітям

## Клінічні досліди
Групою вчених під керівництвом лікаря Вейра з компанії Amylin Pharmaceuticals - нині дочірня компанія AstraZeneca (місто Сан-Дієго, Каліфорнія, Сполучені Штати Америки), були проведені досліди, які підтвердили зниження ваги у пацієнтів, які мають надлишкову вагу тіла при лікуванні аналогом аміліну — прамлінтидом . 
2007 року було проведено ще декілька дослідів, в яких прамлінтид оцінювався в комбінованій терапії із затвердженими пероральними препаратами для зниження ваги, а також, з іншими нейрогормонами. 
Прамлінтид був затверджений FDA у березні 2005 року. 